# Le Brigand bien-aimé (film, 1939)
Pour les articles homonymes, voir Le Brigand bien-aimé.
Pour plus de détails, voir Fiche technique et Distribution.
Le Brigand bien-aimé  (Jesse James) est un film américain de Henry King et Irving Cummings sorti en 1939.

## Synopsis
Dans le Missouri, après la guerre de Sécession, une compagnie ferroviaire rachète à vil prix les terres de fermiers, n’hésitant pas à recourir à l’intimidation et à la violence. Quand c’est au tour de la ferme des frères Jesse James (Tyrone Power) et Franck James (Henry Fonda), cela se passe mal : le représentant de la compagnie, Barshee (Brian Donlevy) met le feu à la ferme et leur mère meurt. Jesse James s'enfuit dans les collines et monte une bande qui rançonne et attaque les trains de voyageurs.  A la fin du film, Bob Ford (John Carradine)  tue Jesse James d’une balle dans le dos, alors qu’il est désarmé. 

## Fiche technique
- Titre : Le Brigand bien-aimé
- Titre original : Jesse James
- Réalisation : Henry King et Irving Cummings, assistés d'Otto Brower et Robert D. Webb (non crédités)
- Production : Darryl F. Zanuck pour la Twentieth Century Fox
- Scénario : Nunnally Johnson et Gene Fowler (non crédité)
- Musique : Louis Silvers
- Photographie : George Barnes et W. Howard Greene
- Direction artistique : William S. Darling et George Dudley
- Décors : Thomas Little
- Costumes : Royer
- Montage : Barbara McLean
- Pays d'origine : États-Unis
- Format : Couleur Technicolor consultant Nathalie Kalmus
- Genre : Western
- Durée : 101 minutes
- Date de sortie : 1939 (États-Unis)
- Affiche : Enzo Nistri (Italie)

## Distribution
- Tyrone Power : (VF: Yves Furet) Jesse James
- Henry Fonda : (VF: Jean Davy) Frank James
- Nancy Kelly : Zerelda Amanda Mimms (1845-1900), cousine germaine et épouse de Jesse James
- Randolph Scott : Marshal Will Wright
- Henry Hull : Major Rufus Cobb
- Slim Summerville : le gardien de prison
- J. Edward Bromberg : George Runyan
- Brian Donlevy : Barshee
- John Carradine : Bob Ford
- Donald Meek : McCoy
- Johnny Russell : Jesse James Jr.(1875-1951), fils de Jesse James et de Zerelda Mimms
- Jane Darwell : Zerelda 'Elizabeth  Cole (1825-1911), mère des frères James
- Ernest Whitman : 'Pinky' Washington
- Eddy Waller : le député
- Spencer Charters : le pasteur
- Arthur Aylesworth : Tom Colson
- Charles Tannen : Charlie Ford
- Charles Halton : Heywood
- George Chandler : Roy
- Virginia Brissac : la fermière
- George Breakston : le fils de la fermière
- Edward LeSaint : le juge Rankin
- Charles Middleton : le docteur
- Willard Robertson : Clarke
- Harold Goodwin : Bill
- Claire Du Brey : Mme Ford
- John Elliott : le juge Mathews
- Erville Alderson : le vieux marshall
- Paul E. Burns : Hank
- Lon Chaney Jr. : un membre du gang James

Acteurs non crédités
- Donald Douglas : le capitaine d'infanterie
- James Flavin : le capitaine de cavalerie
- Harry Holman : le conducteur de train

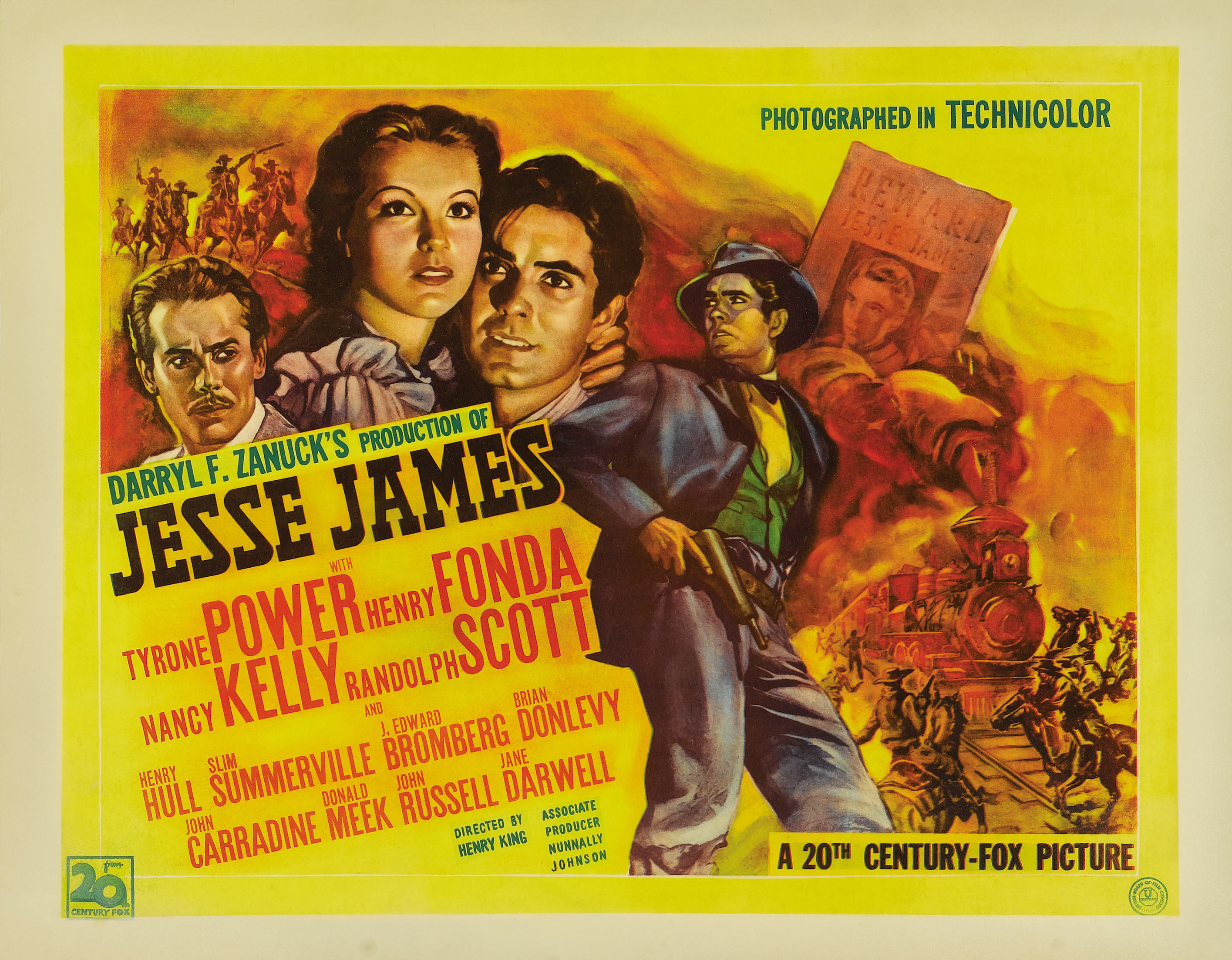
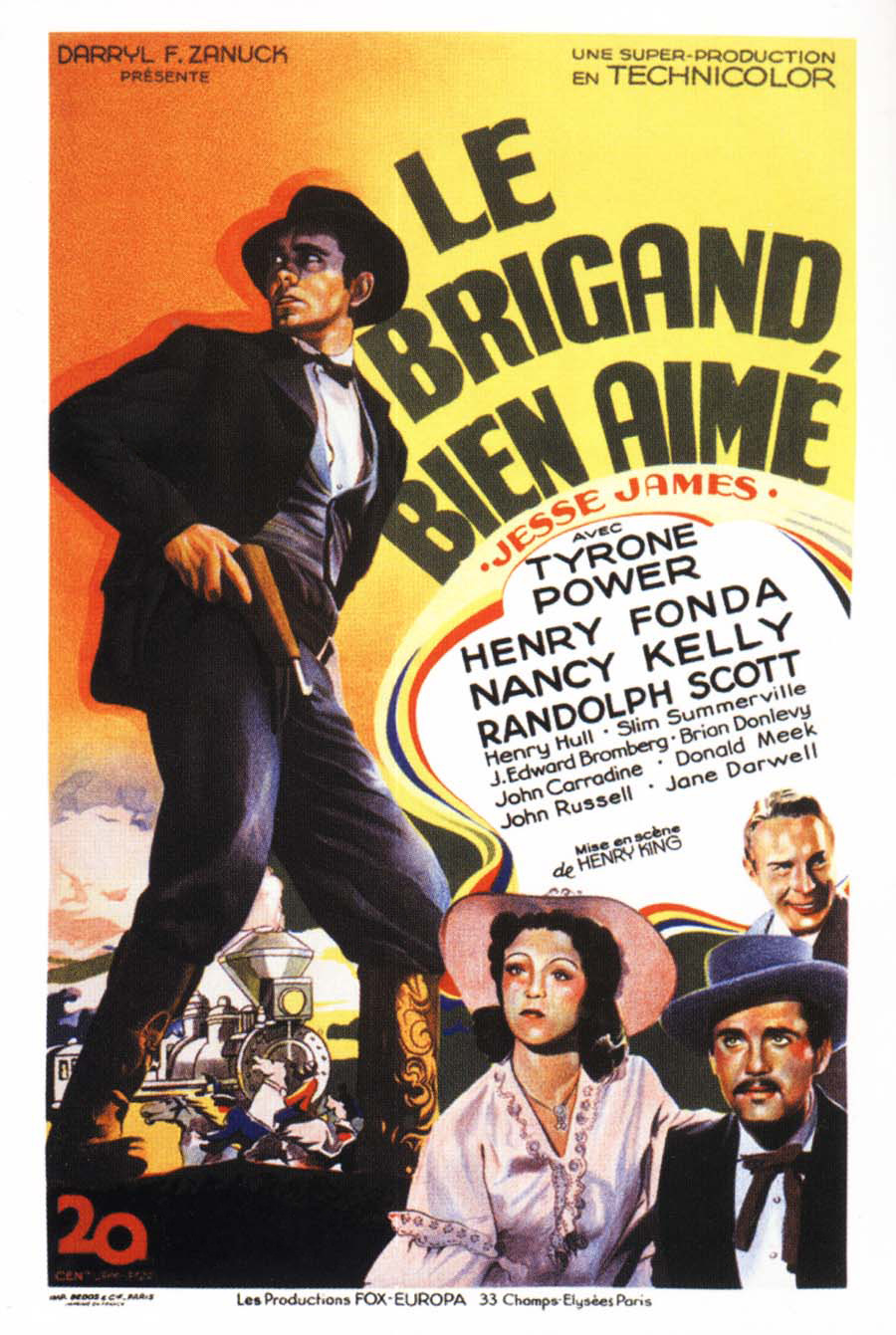
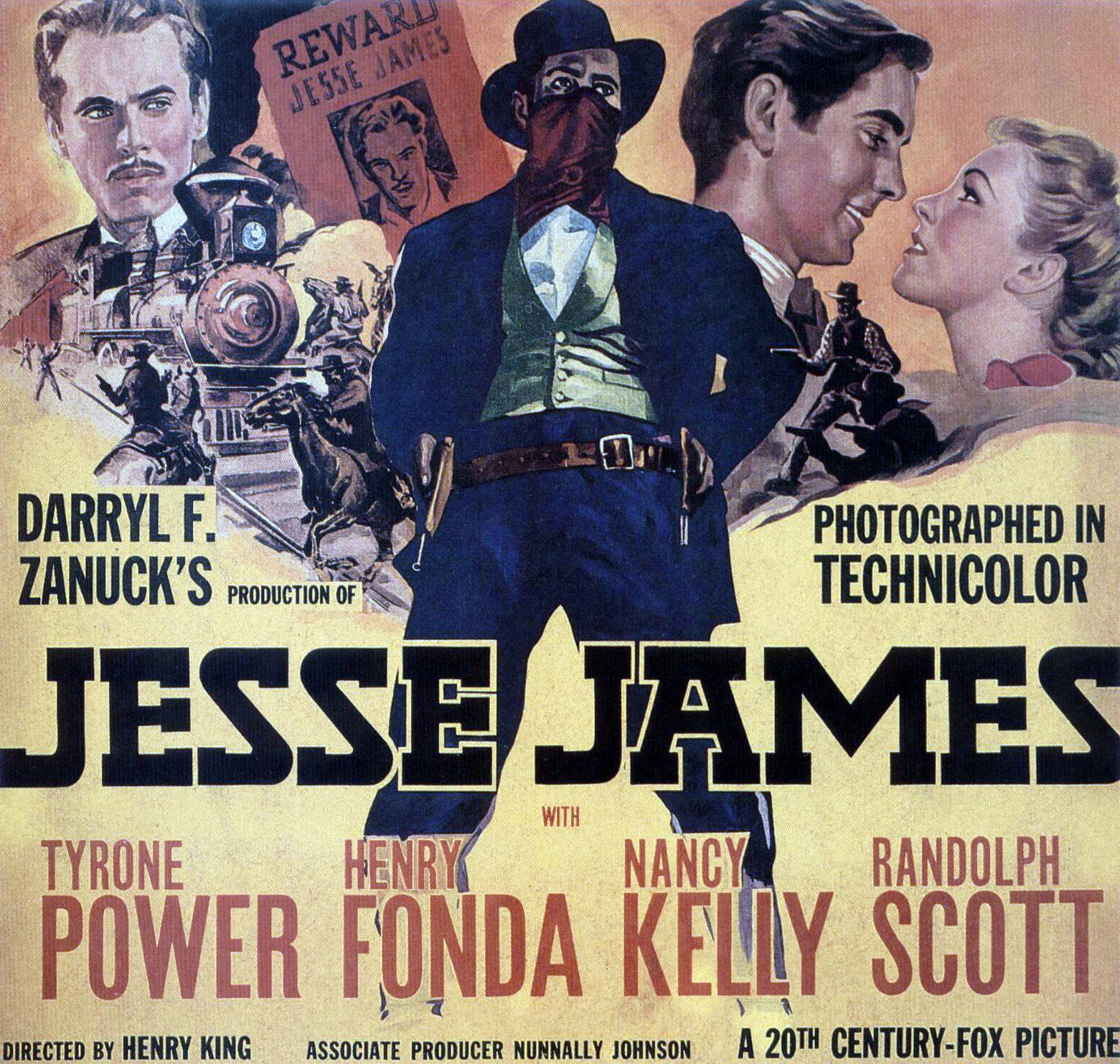
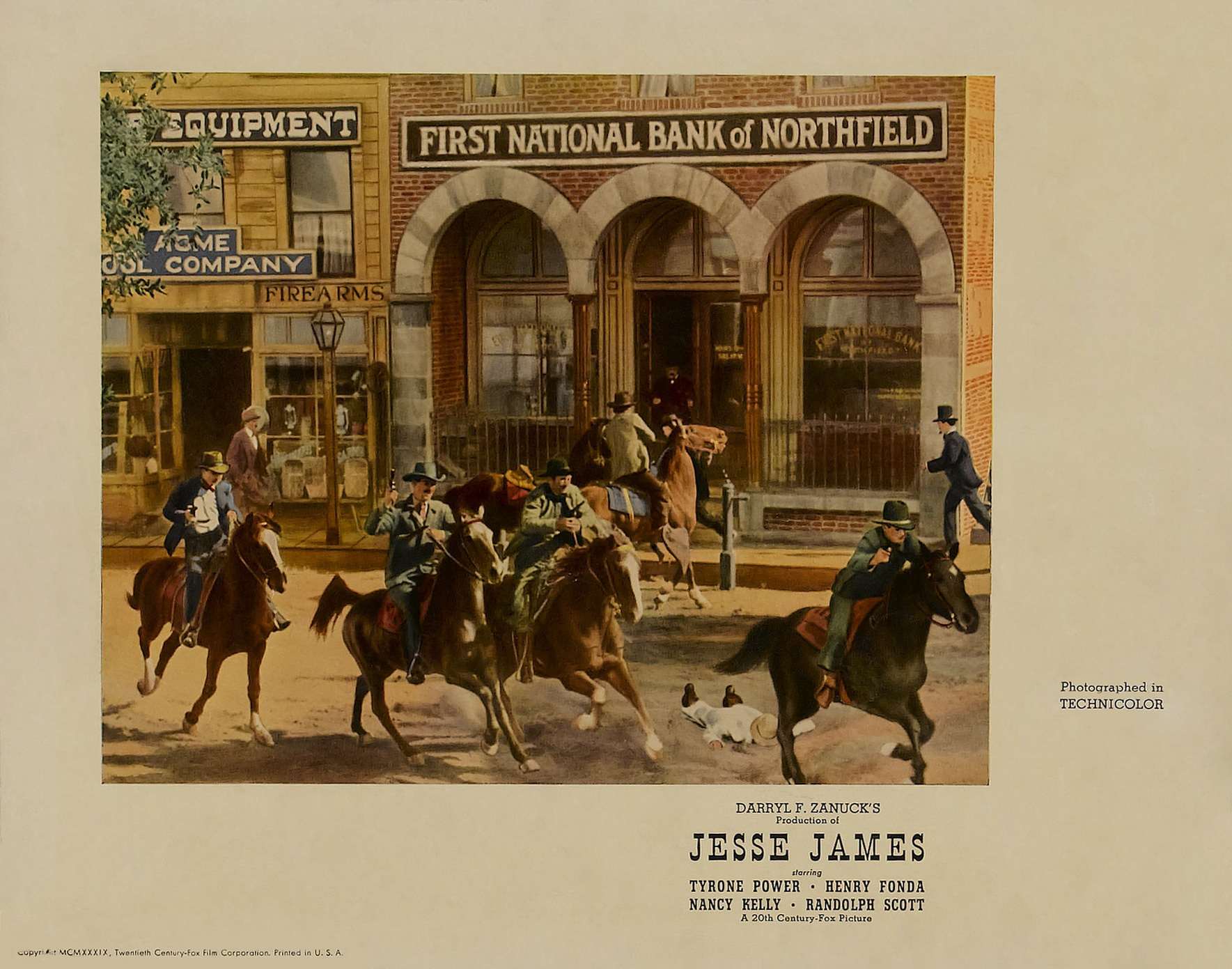
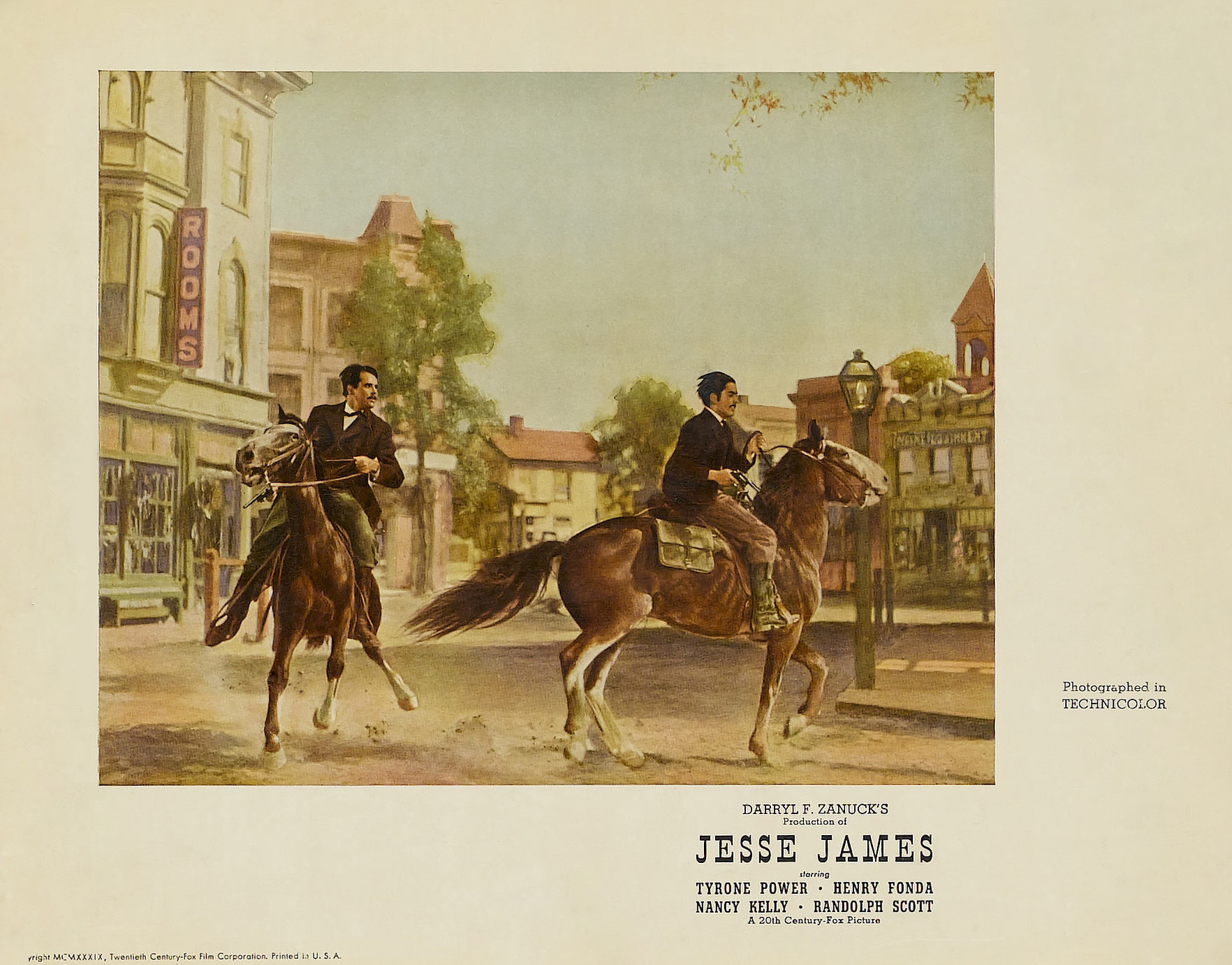
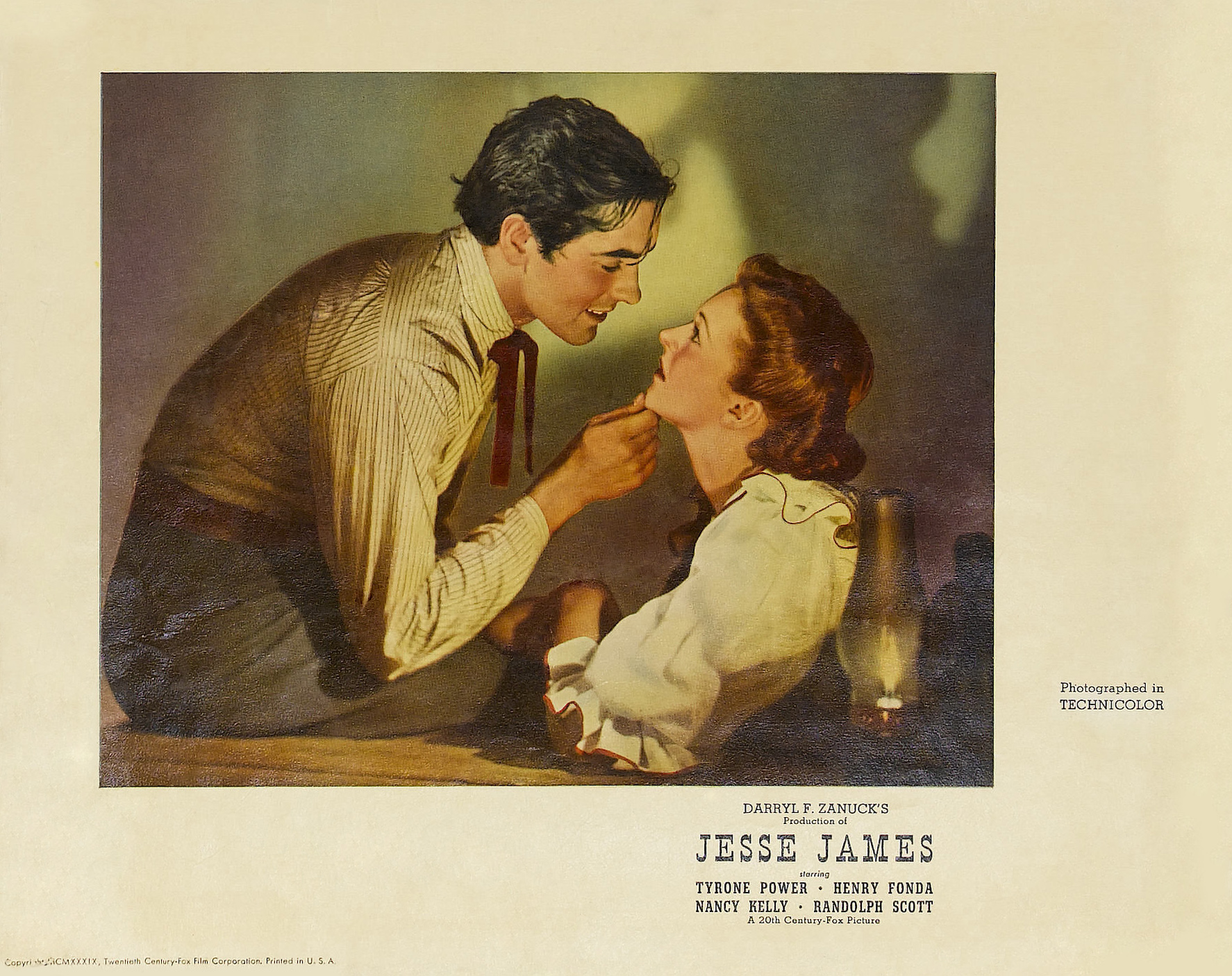
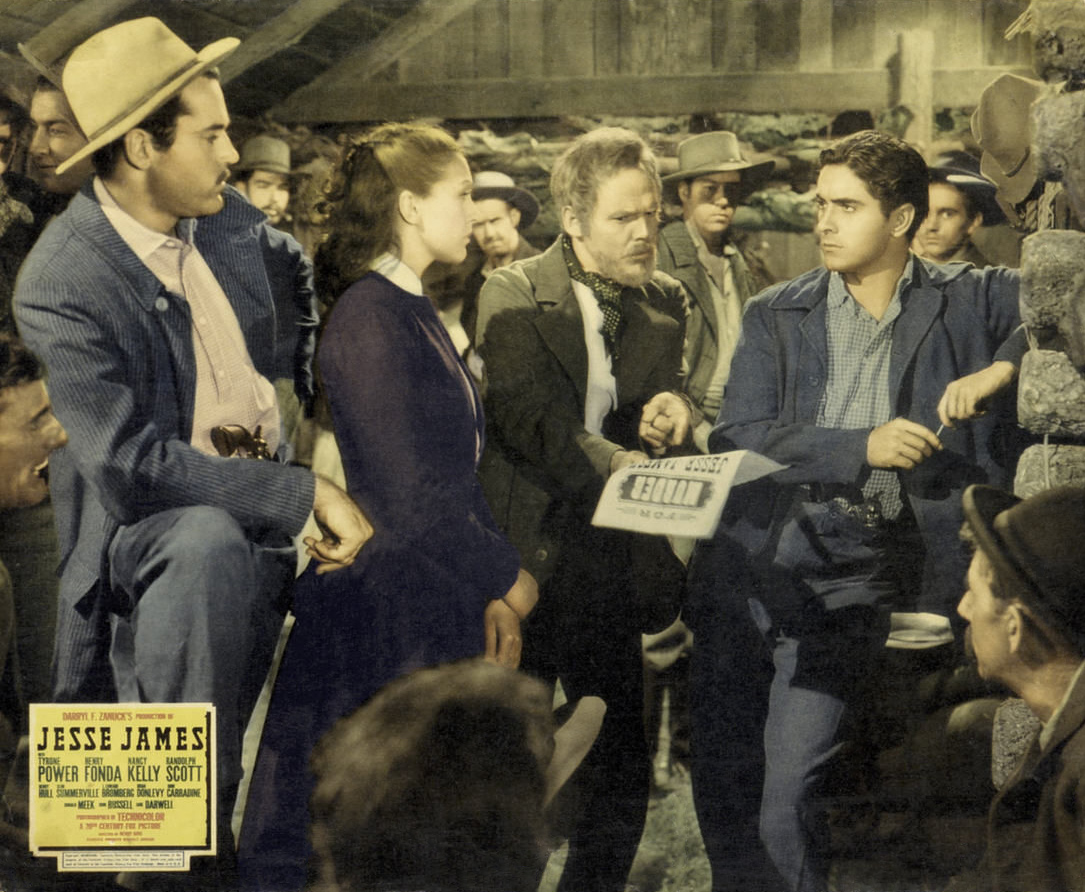
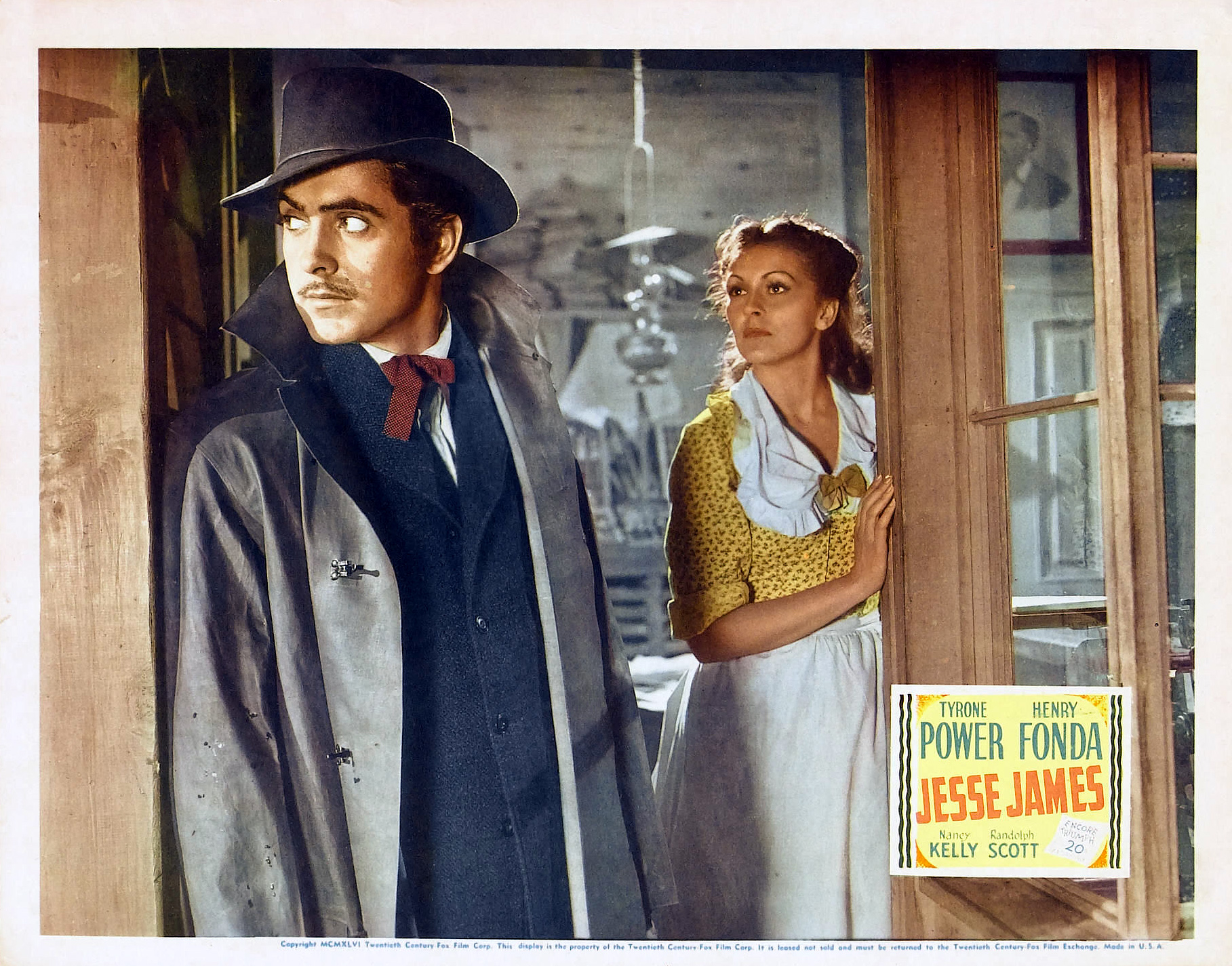

- Tom London : un soldat

## Autour du film
- Sorti en janvier 1939, Le Brigand bien-aimé de Henry King est l'un des premiers chefs-d'œuvre hollywoodiens tournés en technicolor, après Une étoile est née (1937) de William A. Wellman et Les Aventures de Robin des Bois de Michael Curtiz (1938). C'est aussi le premier western parlant qui auréole le mythe de Jesse Woodson James (1847-1882) d'une dimension universelle.
- Le premier film consacré à l'idéalisation du personnage de Jesse James débuta dès le muet, avec notamment le Jesse James de Lloyd Ingraham, produit par la Paramount (1927). « Les thèmes principaux de l'hagiographie cinématographique de Jesse James se trouvent réunis en ces lignes : bonté, générosité, charité, courage sans limite, dévouement aux malheureux. Son activité ? “Il tua plus d'un homme”, c'est sûr, mais aussi “il dévalisa le train de Glendale” entre autres. Cette dernière action plusieurs fois répétée de son vivant retrouva un écho fidèle en chaque film. […] De près ou de loin, considéré comme élément d'un groupe ou en tant que personnage prestigieux aux yeux de la postérité, les frères James se sortent indemnes de tous les scénarios », écrivait, en 1962, Jean-Louis Rieupeyrout[1].
- Avec Henry King, nous sommes, de nouveau, en présence d'un Jesse James idéalisé. « Les caractéristiques du personnage de Jesse conditionnent le style et l'esprit du film. Vu par King, Jesse James est à l'évidence un personnage aristocratique – par son maintien, son élégance physique et morale, sa fierté, sa générosité, son sens du sacrifice (Tyrone Power trouve ici une de ses plus belles incarnations)[2]. »
- Henry King s'attacha, cependant, à une recréation authentique de l'environnement des frères James : « Il repéra, comme à son habitude, les extérieurs dans son avion personnel et décida de tourner, non pas à Liberty même, mais dans une autre ville du Missouri, Pineville, plus facile à reconstituer dans son aspect des années 1880. […] King s'entretint, en outre, longuement avec le fils de Frank James sur son père et sur son oncle. Au moins par la peinture concrète et chaleureuse de l'univers où vécut son héros, King réussit à brosser une vivante page d'histoire, ajoutant un chapitre supplémentaire à cette chronique familière de l'Amérique rurale (americana) qui constitue une grande part de son œuvre[3]. »
- Le succès du film fut immense et provoqua une renaissance du genre ainsi qu'une recrudescence des biographies des plus célèbres hors-la-loi de l'Ouest américain. Dès l'année suivante, une suite au film de Henry King fut entreprise par la Fox, Le Retour de Frank James sous la direction de Fritz Lang, qui réalisait, là, son premier western. Huit acteurs du film de King seront réengagés.
- Ce film a fait l'objet d'un remake, réalisé par Nicholas Ray en 1957, au titre français presque identique : Jesse James, le brigand bien-aimé (The True Story of Jesse James).
- Pour les besoins du tournage, deux chevaux vivants furent précipités dans le vide du haut d'une falaise[4].

## Filmographie consacrée à la saga des frères James
- 1939 : Le Brigand bien-aimé (Jesse James) - réal. Henry King et Irving Cummings
- 1940 : Le Retour de Frank James (The return of Frank James) -  réal. Fritz Lang
- 1941 : Bad Men of Missouri - réal. Ray Enright
- 1946 : La Ville des sans-loi (Badman's Territory) - réal. Tim Whelan
- 1949 : J'ai tué Jesse James (I shot Jesse James) - réal. Samuel Fuller
- 1950 : Les Rebelles du Missouri (The Great Missouri Raid) - réal. Gordon Douglas
- 1950 : La Vengeance de Frank James (Gunfire) - réal. William Berke
- 1951 : Kansas en feu (Kansas Raiders) - réal. Ray Enright
- 1957 : Jesse James, le brigand bien-aimé - réal. Nicholas Ray
- 1958 : Ne tirez pas sur le bandit (Alias Jesse James) - réal. Norman Z. McLeod
- 1972 : La Légende de Jesse James (The Great Northfield Minnesota Raid) - réal. Philip Kaufman
- 1980 : Le Gang des frères James (The Long Riders) - réal. Walter Hill. Dans ce film les frères David, Keith et Robert Carradine, qui sont dans la vie les fils de John Carradine (l’assassin de Jesse James dans le film d’Henry King), y jouent les trois frères James.
- 2001 : American Outlaws - réal. Les Mayfield
- 2007 : L'Assassinat de Jesse James par le lâche Robert Ford (The Assassination of Jesse James by the Coward Robert Ford) - réal. Andrew Dominik